# Sint Willibrordus
Sint Willibrordus es un pequeño pueblo de la isla caribeña de Curazao. Está situado cerca de la costa oeste, al noroeste de la capital Willemstad, cerca del extremo occidental de Bullenbaai (Bahía de Bullen). Cerca de Sint Willibrordus son las playas de Daaibooi y la Playa de Porto Marie. Posee una iglesia católica de estilo Neogótico construida entre los años 1884 y 1886.